# 青岛市物品证券交易所
36°04′07″N 120°18′34″E / 36.06861°N 120.30944°E
青岛市物品证券交易所，是青岛华商于1931年至1937年间设立的一家交易所，其旧址位于山东省青岛市市南区大沽路35号，建于1933年至1935年，设计师为刘铨法，现为市南区文物保护单位。

## 历史

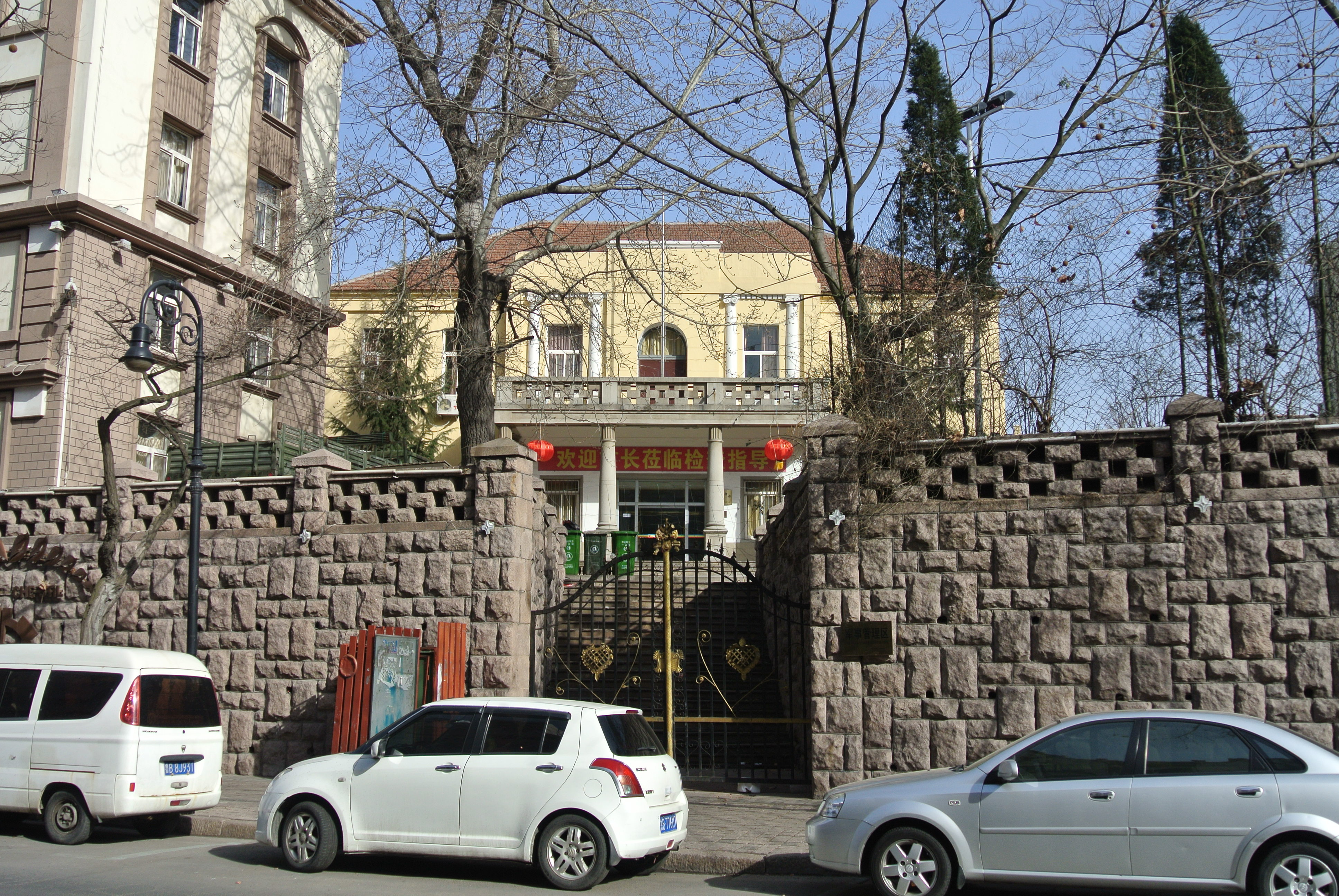
齐燕会馆旧址，物证交易所最初的交易场所

1931年，青岛商界在青岛市政府的支持下筹建青岛市物品证券交易所，以对抗日商青岛取引所，并于9月19日在齐燕会馆内先行交易。交易所最初主要经营土产、纱布期货交易，额定资本60万元。同年冬，青岛市物品证券交易所股份有限公司筹备委员会成立，青岛商会会长宋雨亭、张立堂、董希尧等21名商人任筹备委员。筹备期间，宋雨亭等人曾被日本人威胁，也有浪人多次袭击参与交易者及筹备委员、扰乱交易场所。有说法称为避开破坏，筹备委员会曾将交易场所迁至河北路、北京路等闹市区。

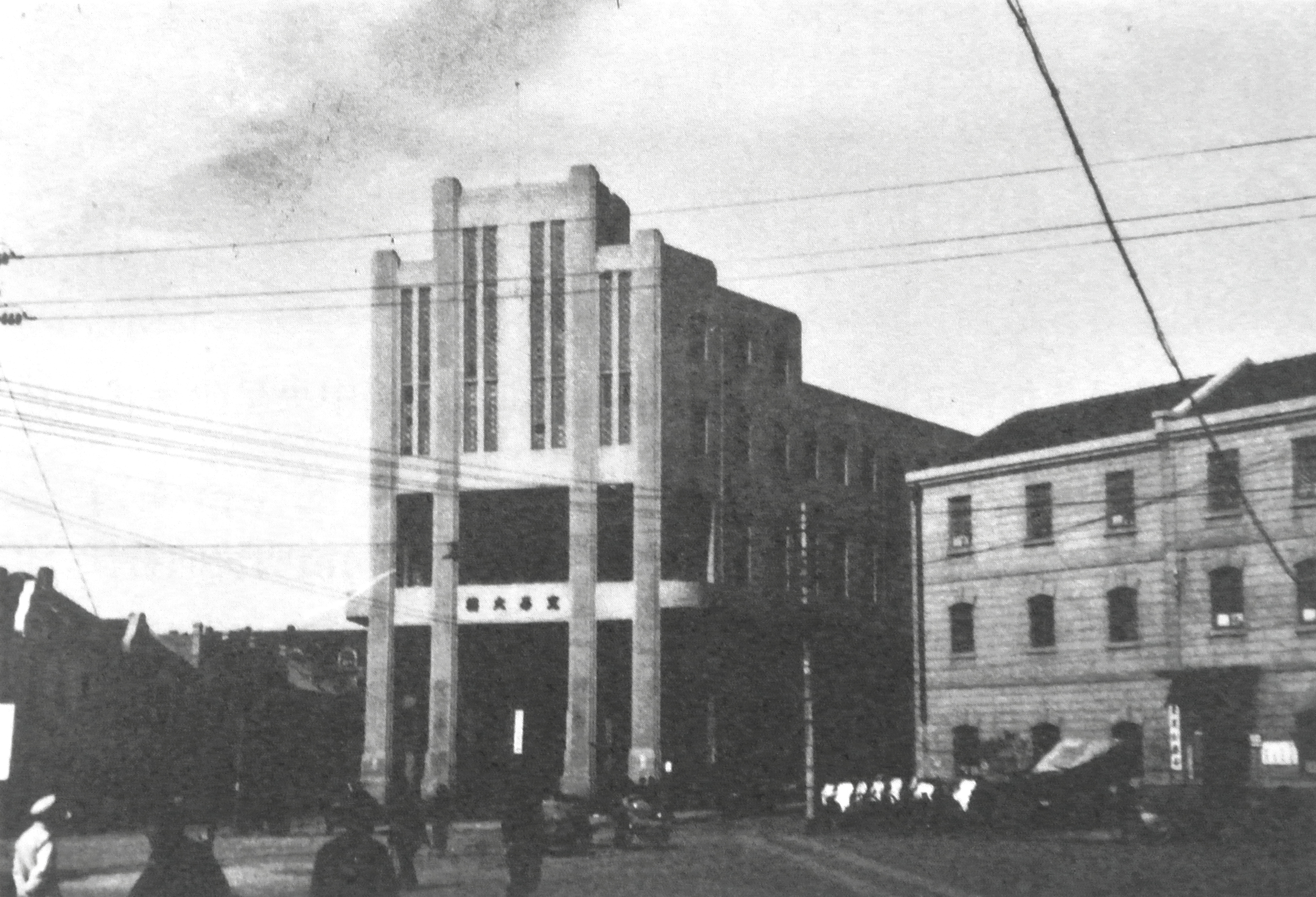
交易所大楼旧影

1933年7月，青岛市物品证券交易所股份有限公司正式创立，并领取正式营业执照，青岛市政府于次年2月转咨南京国民政府实业部，6月批复准予设立。交易所资金总额40万元，分2万股。设理事会，由股东大会选出理事25人，并从理事中选出理事长1人、常务理事4人、监事3人，同时设土产部、纱布部、证券部、会计科。宋雨亭任理事长。
1933年，位于大沽路、天津路路口的交易所大楼开始建设，设计者为建筑师刘铨法。由于交易所大楼方案中建筑高度较高，大楼图纸送交青岛市工务局审阅时，工务局人员修改了图纸，加大了建筑基础、梁柱的结构尺寸，使得工程造价增加了4万多元，如此高价商会无法承受。最终市长沈鸿烈出面处理，工务局才表示只要设计师书面保证工程安全，就可以下发工程执照。刘铨法签署具结书后工程才得以按原图纸施工。交易所大楼最终于1935年11月竣工，交易所迁入营业。
至1935年，交易所业务达到鼎盛时期，打破了青岛取引所控制青岛交易市场的局面。对此，日本商人及居留民团集会游行示威，以向中方施压，甚至扬言要烧毁交易所大楼。青岛市政府与日本领事馆谈判，日方提出允许日本人化名进入交易所做经纪人、交易所每年将四成纯利分予取引所、交易所放弃部分业务让予取引所经营，市政府迫于压力同意上述条件。

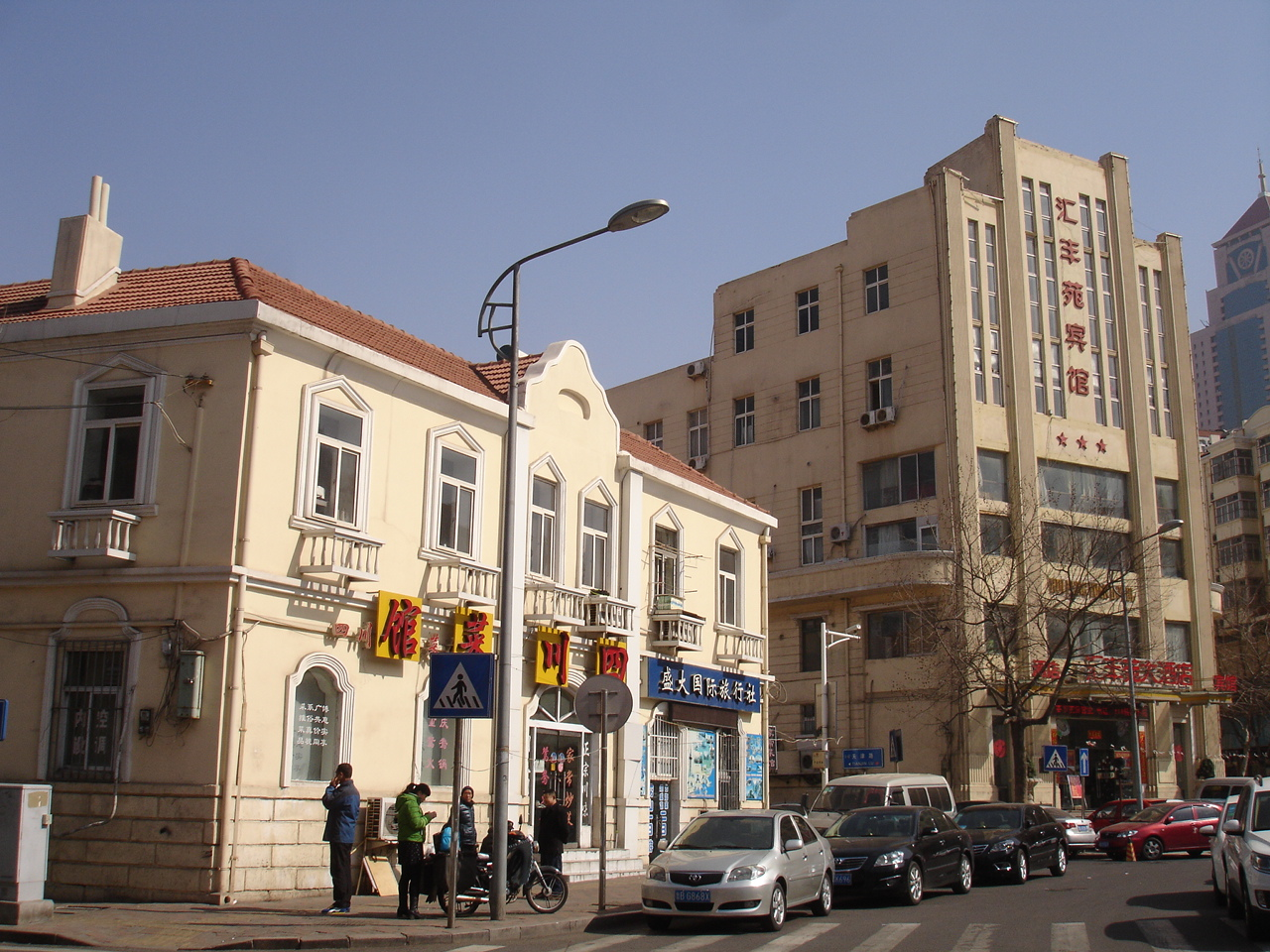
交易所大楼旧址西北侧及周边建筑，2015年3月

1937年七七事变后，交易所于8月停业。1938年1月10日日本海军占领青岛后，占据交易所大楼，将楼内所有设备、文件等毁坏或掠走，并将交易所金库存款及银行存款等项共36万余元全部扣押没收。青岛取引所方面召集交易所理事刘宾廷等召开会议，迫令其同意交易所与取引所合并。最终交易所被取引所兼并。
1945年8月日本投降后，原交易所大楼为国军所占用。原交易所理事长宋雨亭回到青岛并于次年3月20日召开股东大会成立青岛交易所复业筹备处，并组成筹备委员会，向国民政府申请准许复业，但无果而终。1945年9月，青岛商会筹备开设青岛临时现货市场，曾计划借用交易所大楼使用，但因原先使用该楼的青岛纤维公司正在被接收委员会接收，该楼无法腾出而未果。
1949年青岛解放后，原交易所大楼曾为青岛市工业展览馆，1990年代时为青岛市科学器材公司办公楼，后曾为酒店，现为一家公寓。2000年列入第一批青岛市历史优秀建筑名单，2009年7月27日列入第一批市南区文物保护单位。

## 建筑特色

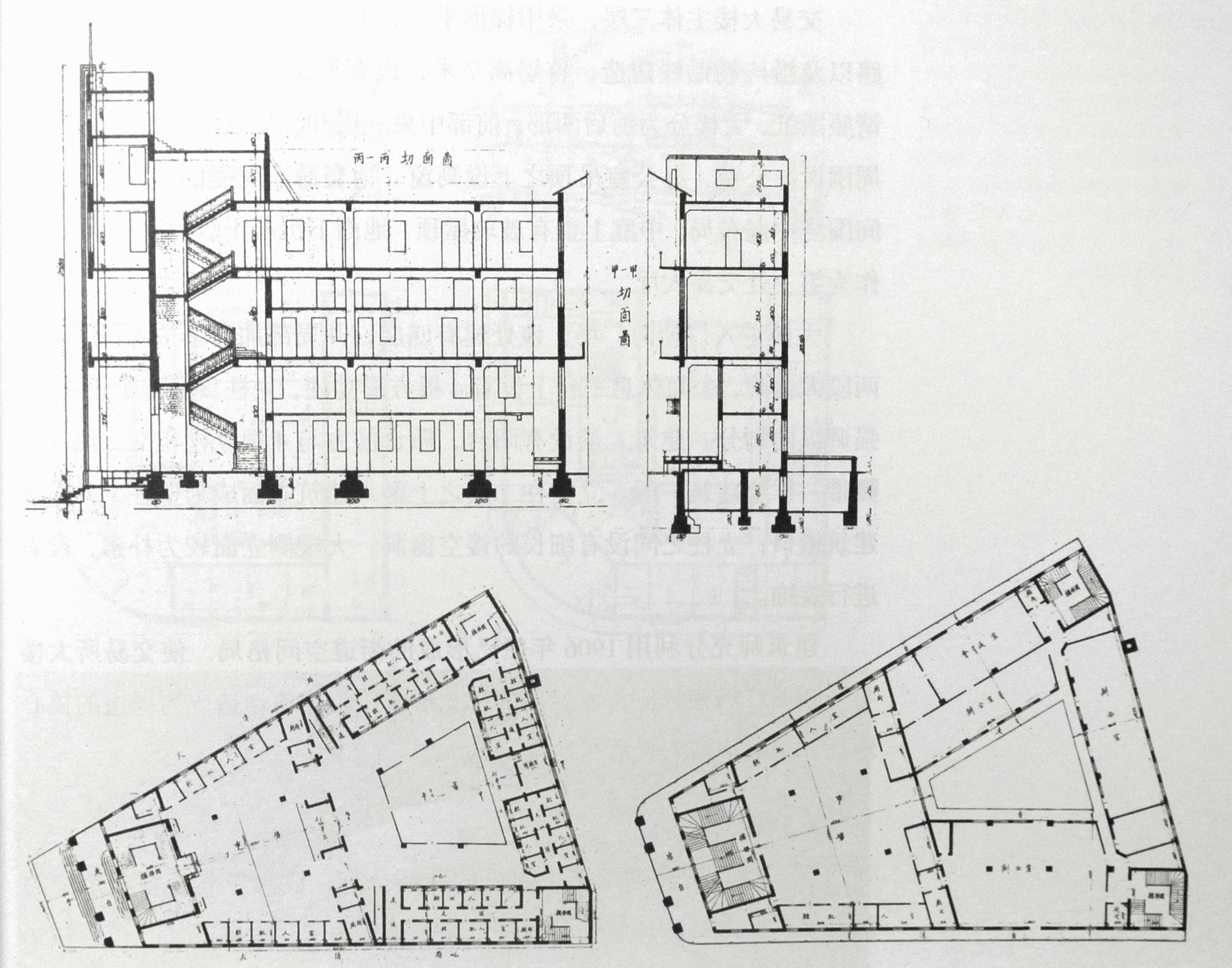
交易所大楼设计图

交易所大楼位于中山路以西、火车站东侧的一处放射形路口旁，路口中央为一片半圆形广场，由广场放射状延伸的道路由北至南分别为济南路、北京路、天津路、大沽路、肥城路、泰安路，路口西侧为横跨铁路线的国民桥。而交易所大楼位于大沽路与天津路的路口，面向路口广场与火车站一带。
大楼平面因地块情况而采用梯形，建筑面积3062.97平方米，钢筋混凝土结构，最初主体高3层，主入口处局部4层，现为主体4层，局部5层。大楼具有现代主义建筑风格，正立面面向西侧，主入口前为两段台阶，设有门廊，以4根贯穿整个立面的方形立柱支撑，二层设阳台（现已封闭）。二层以上的立柱融入墙体成为壁柱，顶部凸出于檐口，壁柱之间开竖向细长窗洞，与壁柱共同组成纵向线条，增添高直感，同时与一、二层形成对比。南北两侧面二楼设有露台，无立面装饰。大楼内部一层高7米，二层高5.5米，整个大楼内部分为前后两部分，前部一层二层中央各设一处交易大厅，周围为办公室；后部布局为房间围绕中庭，中庭上方为玻璃屋顶，地面下沉为地池作为另一处交易大厅。
该建筑顺应并利用周边道路格局，以其挺拔突出的视觉形象在周边低矮的砖木结构建筑当中独树一帜，成为地标式建筑，同时在尺度和气势上超越了青岛取引所大楼，彰显华商的财富与地位，迎合了交易所创办者的诉求。